# 兵庫県立氷上高等学校
兵庫県立氷上高等学校（ひょうごけんりつ ひかみこうとうがっこう、英称：Hyogo Prefectural Hikami High School）は、兵庫県丹波市春日町黒井にある公立の高等学校。農業系を専門とする3学科があり、日本学校農業クラブ連盟にも加盟している。

## 概要
1947年（昭和22年）5月5日、兵東農蚕学校として開校。職業高校としての流れを有しており、校名変更などを経て、現在では学科改編時に生徒募集を停止した商業科の学びを継承する農業系の専門高校になっており、県下全域からの通学が可能である。
その校内には広大な農地があり、野菜・果樹・草花などの栽培実習で利用されている。また、半世紀近くにわたり長野県への就業体験実習が行われている。
このほか、部活動では「女子バレーボール部」が全国区の強豪校であり（詳細は女子バレーボール部の節で後述）、オリンピック銅メダリストを含む日本代表選手も輩出している。

## 沿革
（沿革節の主な出典は公式サイト）
■兵東農蚕学校
- 1947年（昭和22年） 
  - 3月31日 - 財団法人兵東農蚕学校設立認可
  - 5月5日 - 兵東農蚕学校開校

■兵東高等農蚕学校
- 1948年（昭和23年）4月8日 - 学制改革により兵東高等農蚕学校と校名変更

■兵庫県立篠山農業高等学校 氷上分校
- 1948年（昭和23年）10月21日 - 兵東高等農蚕学校廃校、兵庫県立篠山農業高等学校定時制氷上分校開設、定時制課程農業科設置
- 1950年（昭和25年）4月11日 - 短期農村家庭科設置
- 1955年（昭和30年）8月9日 - 短期農村家庭科廃止、全日制課程畜産科設置
- 1957年（昭和32年）12月8日 - 創立10周年記念式典挙行
- 1959年（昭和34年）10月10日 - 全日制課程農業科設置
- 1960年（昭和35年）2月19日 - 昭和35年度入学生より農業科1学級を農村家庭科に変更認可
- 1961年（昭和36年）3月31日 - 兵庫県立酪農講習所移転に伴い、その建物・土地・家畜・備品を移管される

■兵庫県立氷上農業高等学校
- 1963年（昭和38年）
  - 4月1日 - 兵庫県立氷上農業高等学校として分離独立。全日制課程、農業科・畜産科・農芸化学科・生活科設置
  - 4月13日 - 独立記念式典挙行
- 1964年（昭和39年）12月7日 - 校旗、校章制定
- 1965年（昭和40年）2月11日 - 校歌制定
- 1967年（昭和42年）11月1日 - 創立20周年記念式典挙行・応援歌制定
- 1975年（昭和50年）
  - 4月1日 - 学科名称を変更し、営農科・園芸科・食品加工科・生活科となる（学年進行）
  - 6月25日 - 勤労体験実習開始
- 1977年（昭和52年）11月3日 - 創立30周年記念式典挙行
- 1982年（昭和57年）4月1日 - 園芸科募集停止
- 1983年（昭和58年）
  - 4月1日 - 商業科1学級設置
  - 10月19日 - 第38回 国民体育大会(秋) 少年女子の部バレーボール 優勝

■兵庫県立氷上高等学校
- 1985年（昭和60年）4月1日 - "昭和60年兵庫県条例第19号"により兵庫県立氷上高等学校に校名変更
- 1986年（昭和61年）
  - 8月5日 - 昭和61年度 全国高等学校総合体育大会（女子バレーボール）優勝
  - 10月16日 - 第41回 国民体育大会(秋) 少年女子の部バレーボール 優勝
  - 11月11日 - 昭和61年度「兵庫県スポーツ賞」受賞
- 1987年（昭和62年）10月31日 - 創立40周年記念式典挙行
- 1988年（昭和63年）
  - 8月4日 - 昭和63年度 全国高等学校総合体育大会（女子バレーボール）優勝
  - 10月19日 - 第43回 国民体育大会(秋) 少年女子の部バレーボール 優勝
- 1991年（平成3年）3月24日 - 全国高校バレーボール選抜優勝大会 優勝
- 1992年（平成4年）8月5日 - 平成4年度 全国高等学校総合体育大会（女子バレーボール）優勝
- 1994年（平成6年）6月28日 - 北海道勤労体験実習20周年
- 1996年（平成8年）9月31日 - 長野県勤労体験実習20周年
- 1997年（平成9年）11月8日 - 創立50周年記念式典挙行
- 2003年（平成15年）4月1日 - 新1年生より新制服
- 2008年（平成20年）11月2日 - 創立60周年記念式典挙行
- 2012年（平成24年）1月9日 - 平成23年度 全国高等学校バレーボール選手権大会（女子バレーボール）準優勝
- 2014年（平成26年）9月12日 - 北海道就業体験実習終了
- 2016年（平成28年）7月21日 - 長野県就業体験実習40周年
- 2017年（平成29年）11月3日 - 創立70周年記念式典挙行[8]
- 2019年（平成31年）4月1日 - 学科名称を変更し、生産ビジネス科・食品ビジネス科・生活ビジネス科となる。商業科募集停止（学年進行）
- 2021年（令和3年）2月25日 - 商業科閉科式挙行[9][10]

## 教育方針
校訓「開拓者精神」の理念に基づき
1. 基礎基本の力
2. 自分で考える力
3. 自ら行動する力

これらの力を身につける事で、地域社会の発展に貢献できる人材を育成する。
- 農業を学ぶのではなく「農業で学ぶ」ことをコンセプトにしている。
- 地域社会との連携を大切にし、地域に根ざした学習を進める。
- 体験的に学び、地域を創る生徒を育てる。

## 設置学科
全日制課程、男女共学、全県学区
- 生産ビジネス科：定員40名
- 食品ビジネス科：定員40名
- 生活ビジネス科：定員40名

※各科定員の内訳「推薦入試枠20名・一般入試枠20名」
教育課程
各科が共通して学ぶ"国社数理英"などの「普通科目」と、農業やビジネス関連の「専門科目」、各科ごとに学ぶ「特徴的な専門科目」の3種類で構成されている。以下に2年次における各科の「特徴的なカリキュラム」を表記する。（8単位分）
生産ビジネス科
- 食品製造・果樹・作物・畜産

食品ビジネス科
- 食品製造・食品化学・食品微生物・食品流通

生活ビジネス科（2種類の類型から選択）
- 食と農業）調理・フードデザイン・草花・野菜
- 福祉と農業）社会福祉基礎・草花・生物活用

## 特色
- 校内には農地や温室が整備されており、野菜[13]・果樹[14]・草花[15]などの栽培実習を行っている。また、それらの農産物や苗・加工食品などの販売実習も行っている。
- 地元特産品の栽培・加工・流通にも取り組み、地域密着型の学びと6次産業化を実践している。
- 地域密着の学びとして学校が設定した教科に「丹波学」があり、以下の2科目を履修する。
  - 1年次「地域未来」
  - 2年次「起業経営」
- 3年次には「10種類の選択科目」の中から自由に履修科目を選べる授業があり、生徒の興味や幅広い進路[16]に対応している。
- 職業高校としての流れを有し、伝統的に各種検定合格や資格取得[注釈 4]に力を入れている[17]。
- 特徴的なカリキュラムのひとつに「課題研究[12]」（2～3年次）がある。これは農業・食品および生活分野において生徒自らが課題を設定し、地域活性化や問題解決方法などを探求する科目である。この研究を通して専門的な知識と技術の深化を図るとともに、問題解決能力や自発的な学習態度を身につけていく。これらの研究成果は毎年12月に「課題研究発表会[18]」として、地域住民などにも一般公開[19]されている。

## 学校行事
（学校行事節の主な出典は公式サイト）
- 4月：入学式・遠足
- 6月：体育祭
- 8月：オープンハイスクール
- 10月：インターンシップ（2年生）
- 11月：桃陵祭[21]（文化祭）・オープンハイスクール
- 12月：芸術鑑賞会・球技大会・課題研究発表会
- 2月：修学旅行（2年生）・卒業式
- 3月：球技大会

## 部活動
運動部
- 硬式野球部（男子）
- 陸上競技部（男女）
- 男子バスケットボール部
- 男子バレーボール部
- 女子バレーボール部
- ソフトテニス部（男子）
- サッカー部（男子）
- 剣道部（男女）
- 卓球部（男女）

文化部
- 吹奏楽部
- コーラス部
- ビジネスコンピュータ部
- ファッションクッキング部
- 美術部
- 書道同好会
- インターアクト部（生徒会）

### 女子バレーボール部
女子バレーボール部は、"高校バレー3大大会"と位置づけられる以下の3大会で計7回の優勝実績を誇り、"2012年ロンドンオリンピック"銅メダリストの井上香織を含む日本代表選手も輩出している。また、その後もコンスタントに県大会で優勝して全国大会出場を果たしている。
- インターハイ：3回優勝[30]
- 国体[注釈 6]：3回優勝[31]
- 春高バレー：1回優勝[32]

以下に大会成績年表を表記する。
【全国大会の主な成績】（ベスト4以上）
インターハイ
- 全国高等学校総合体育大会バレーボール競技大会
  - 1982年 第35回 ベスト4 ※
  - 1983年 第36回 準優勝 ※
  - 1985年 第38回 ベスト4
  - 1986年 第39回 優勝
  - 1987年 第40回 ベスト4
  - 1988年 第41回 優勝
  - 1991年 第44回 準優勝
  - 1992年 第45回 優勝
  - 1994年 第47回 ベスト4
  - 2001年 第54回 ベスト4

国体
- 国民体育大会バレーボール競技
  - 1983年 第38回国民体育大会バレーボール競技 優勝 ※
  - 1986年 第41回国民体育大会バレーボール競技 優勝
  - 1987年 第42回国民体育大会バレーボール競技 準優勝
  - 1988年 第43回国民体育大会バレーボール競技 優勝
  - 1993年 第48回国民体育大会バレーボール競技 準優勝

春高バレー
- 全国高等学校バレーボール選抜優勝大会（3月開催）
  - 1982年 第13回 ベスト4 ※
  - 1983年 第14回 準優勝[33] ※
  - 1986年 第17回 ベスト4
  - 1988年 第19回 ベスト4
  - 1991年 第22回 優勝[34]
  - 1992年 第23回 準優勝[35]
- 全日本バレーボール高等学校選手権大会（1月開催[注釈 7]）
  - 2012年 第64回全日本バレーボール高等学校選手権大会 準優勝[36][37]

※印は前身の「兵庫県立氷上農業高等学校」

## 基礎データ

### 所在地
- 兵庫県丹波市春日町黒井77

### 通学区域
- 兵庫県下全域

### 校歌
- 1965年（昭和40年）2月11日制定
- 作詞：深尾須磨子　作曲：高田三郎[38]

### 制服
- 冬服：ブレザー・シャツ・ネクタイ・セーター・ベスト
- 夏服：ポロシャツ
- 通年：スカート・スラックス

※制服は学校指定のものを着用する。

### 施設
校舎
- 本館・管理棟・食品加工棟

圃場
- 畑・果樹園・温室・牛舎・豚舎・鶏舎

体育施設
- 体育館・バレーボール部専用体育館・テニスコート・グラウンド

関連施設
- 氷上高校寄宿舎（学校に隣接する学生寮）

### アクセス
鉄道
- JR西日本  福知山線「黒井駅」下車、北へ徒歩約15分。

自動車
- 舞鶴若狭自動車道および北近畿豊岡自動車道「春日IC」より、約5分。

### 周辺情報
- 黒井城（城山の麓に学校がある）
- 興禅寺
- 兵主神社（女子バレーボール部員が毎朝参拝している[40]）
- 白毫寺
- 水分れ公園
- 道の駅丹波おばあちゃんの里（生徒が販売実習を行う[41]）

同市内の高等学校
- 兵庫県立柏原高等学校
- 兵庫県立氷上西高等学校

同市内の特別支援学校
- 兵庫県立氷上特別支援学校（交流学習を行っている）

## 著名な出身者
バレーボール選手
- 石掛美知代（元 イトーヨーカドー）※元 オリンピック日本代表
- 苗村郁代（元 イトーヨーカドー）※元 オリンピック日本代表
- 小泉栄子（元 東北パイオニア → ビーチバレー選手）
- 足立留美（元 武富士バンブー）
- 三浦聖子（元 デンソー・エアリービーズ）
- 井上香織（元 デンソー・エアリービーズ）※元 オリンピック日本代表
- 高橋潤子（元 仙台ベルフィーユ）
- 丸元美緒（元 デンソー・エアリービーズ）
- 足立溜奈（現 ヴィクトリーナ姫路）

野球選手
- 三宅成幸（元 近鉄バファローズ）

お笑い芸人
- さとゆり（元 兵庫県立氷上高等学校保健体育教諭でバレーボール部顧問）